# Orville (televíziós sorozat)
Az Orville (eredeti címén: The Orville, a 3. évad alcímével Orville : Új horizontok) 2017 és 2022 között vetített sci-fi vígjáték-dráma műfajú televíziós sorozat, amelyet Seth MacFarlane készített, aki egyben a főszereplő Ed Mercert, a 25. században a Planetáris Unió felfedező űrhajóinak tisztjét is alakítja. A sorozatot elsősorban az eredeti Star Trek és a Star Trek: Az új nemzedék sorozatai ihlették, mindkettőt erősen parodizálja és tiszteleg is előttük. A sorozat emellett a Star Wars és több népszerű sci-fi-franchise jellegzetességeit is felhasználja és kiparodizálja. A sorozat a USS Orville űrhajó legénységét követi epizodikus kalandjaik során, valamint egy összefüggő, évadokon átívelő történetet, amely a sorozat hossza alatt bontakozik ki. Az első évad 2017. szeptember 10-én mutatkozott be, és két évadon keresztül futott a Fox-on, majd a következő napon elérhetővé vált a Hulu streaming szolgáltatásban, amit egy harmadik évad követett 2022-ben, kizárólag a Hulu-n. Az első évad általában negatív kritikákat kapott, míg a második és harmadik évad kritikai elismerést kapott. A műsor viszonylag sikeres nézettséget ért el a Foxon, és a műsorszolgáltató legmagasabbra értékelt csütörtöki műsora lett, valamint a Fox "legnézettebb bemutatkozó drámája" 2015 óta.

## Cselekmény
Ed Mercer mindig is kapitány szeretett volna lenni: amióta besorozták, hajót szeretett volna irányítani. Erre tette fel az életét, jól tanult és sokat dolgozott. Tönkre is ment a házassága emiatt, Kelly Grayson, a felesége megelégelte, hogy sosem volt otthon és az emiatt érzett frusztráció hatására nem tudott ellenállni egy feromonbomba retepszián régész, Darulio szexuális vonzerejének. Mivel a 24. századi ember sem volt még képes addig eljutni, hogy ne tekintse a másik testét a tulajdonának, Ed az affér miatt érzett felháborodásában és fájdalmában kicsit megzuhant, ami a munkáján is meglátszott. A főnökeinek is szemet szúrt ez, már nem bíztak benne, pedig szép pályát jósoltak neki. Mindenki azt hitte, hogy még 40 éves kora előtt egy nehézcirkáló parancsnoka lesz, de mostanra teljesen kiábrándultak belőle. Egy év elteltével Kelly rájön, hogy hibázott és szeretne ismét közelebb kerülni Edhez, ezért ráveszi Ed feljebbvalóját, Halsey admirálist, hogy nevezze ki Edet az Orville megüresedett kapitányi posztjára.
Az Orville egy közepes méretű felfedező-, illetve kutatóhajó. Nemrég nyugalmazták az előző kapitányt, a hajó kellő számú legénységgel rendelkezik, de kell még egy kormányos és egy első tiszt. Mercer a haverját, Malloy hadnagyot ajánlja kormányosnak, aki jobb napjain a flotta egyik legjobb kormányosa, rosszabb napjain viszont hülye dolgokat produkál, például kézi vezérléssel akart megoldani egy kacifántos dokkolást, de leszakadt a raktér ajtaja, ezért neki sincs jó híre, de az admirális elfogadja Mercer ajánlását, de csak akkor, ha Mercer képes őt kordában tartani. Az első küldetés során csatlakozik a legénységhez az új első tiszt is: Kelly Grayson.
Az Orville rangidős tisztjei:
- Alara Kitan: Ő a hajó biztonsági főnöke. Alara kszelajai, ezért nagyon erős, mivel a Kszelaján az átlagosnál nagyobb a gravitáció, ezért a normál gravitációval rendelkező bolygókon az átlagosnál nagyobb a fizikai ereje.
- John LaMarr: Ő a navigátor, de nyolcas szintű kormányos is.
- Bortus: Ő a parancsnokhelyettes, az űrhajó másodtiszte. A moklán fajhoz tartozik, amelynek az az egyik különlegessége, hogy csak hím egyedekből áll, a tojásból kikelt lány egyedeket kéthetes korukig nemváltoztató műtétnek vetik alá. További jellemzőjük, hogy bármit képesek megenni. A párjával, Klydennel utazik a hajón és menet közben kel ki Topa, a lányuk, később fiuk.
- Dr. Claire Finn: Ő az egészségügyi tiszt. Hihetetlenül képzett, ért a molekuláris sebészethez, a génmanipulációhoz és az elmegyógyászathoz is. Két gyermekkorú fiával utazik a hajón.
- Isaac: Ő a hajó tudományos és gépészeti tisztje. A Kejlon-1 bolygóról jött, a népe alsóbbrendűnek tekinti az emberi fajt és más biológiai életformákat is. Nem tagjai a Bolygószövetségnek és Isaacot kifejezetten azért gyártották és küldték az emberek közé, hogy tanulmányozza azok viselkedését annak érdekében, hogy szorosabbá válhasson a Keylon-1 és a Szövetség kapcsolata.
- Kelly Greyson: Ő az Orville első tisztje. Saját maga kérte a beosztását, egyrészt vezeklésképpen, másrészt mert szeretne közelebb kerülni Edhez.
- Gordon Malloy: Ő a hajó kormányosa. A Szövetség egyik legjobb pilótája, Ed személyes jóbarátja, aki a kapitány kérésére került jelenlegi beosztásába.

## Szereplők
| Színész              | Szerep             | Magyar hang        |
| -------------------- | ------------------ | ------------------ |
| Seth MacFarlane      | Ed Mercer kapitány | Csőre Gábor        |
| Adrianne Palicki     | Kelly Grayson      | Bogdányi Titanilla |
| Penny Johnson Jerald | Dr. Claire Finn    | Vándor Éva         |
| Scott Grimes         | Gordon Malloy      | Moser Károly       |
| Peter Macon          | Bortus             | Holt Tamás         |
| Jessica Szohr        | Talla Keyali       | Solecki Janka      |
| J. Lee               | John LaMarr        | Czető Roland       |
| Mark Jackson         | Isaac              | Posta Victor       |
| Annie Winters        | Charly Burkle      | Csuha Borbála      |
| Halston Sage         | Alara Kitan        | Laudon Andrea      |

## Epizódok
| Évad | Évad | Epizódok | Epizódok | Eredeti sugárzás     | Eredeti sugárzás   | Eredeti adó | Magyar sugárzás   | Magyar sugárzás      | Magyar adó |
| Évad | Évad | Epizódok | Epizódok | Évadpremier          | Évadfinálé         | Eredeti adó | Évadpremier       | Évadfinálé           | Magyar adó |
| ---- | ---- | -------- | -------- | -------------------- | ------------------ | ----------- | ----------------- | -------------------- | ---------- |
|      | 1.   | 12       | 12       | 2017. szeptember 10. | 2017. december 7.  | Fox         | 2018. január 3.   | 2018. március 21.    | Prime      |
|      | 2.   | 14       | 14       | 2018. december 30.   | 2019. április 25.  | Fox         | 2019. június 28.  | 2019. szeptember 27. | Prime      |
|      | 3.   | 10       | 10       | 2022. június 2.      | 2022. augusztus 4. | Hulu        | 2022. október 28. | 2022. december 16.   | Prime      |